# Brachystegia spiciformis
Brachystegia spiciformis Benth., 1865 è una pianta della famiglia delle Fabacee (sottofamiglia Detarioideae), nativa dell'Africa sud-orientale. In lingua swahili è nota come Msasa.

## Distribuzione e habitat
È una pianta che cresce nelle savane dell'Africa sud-orientale (Tanzania, Zambia, Zimbabwe e Mozambico).
Recentemente è stata individuata anche in Sudafrica